# 小川慶治朗
小川 慶治朗（おがわ けいじろう、1992年7月14日 - ）は、兵庫県三田市出身のプロサッカー選手。Jリーグ・カターレ富山所属。ポジションはフォワード、ミッドフィールダー。
Kリーグ時代の登録名は慶治朗（ハングル: 케이지로）。
2010年にヴィッセル神戸史上初のトップチームとの2種登録選手となった。

## 来歴
プラチナ世代の選手の一人であり、2009 FIFA U-17ワールドカップでは高木善朗・堀米勇輝の控えとして2試合に途中出場した。2010年1月の新体制発表会でヴィッセル神戸に所属する選手として初めて2種登録選手としてトップチームに登録された。
2010年3月27日、横浜F・マリノス戦の後半30分に途中出場し、クラブ最年少出場記録を樹立（17歳8か月13日）。その後しばらくは出たり出なかったりの状況が続いたが、9月にトップチーム昇格が内定。残留争いが厳しくなった10月に和田昌裕の抜擢を受け、怪我で離脱した大久保嘉人が務めることの多かった左サイドで出場。2010年10月30日ガンバ大阪戦の後半12分にJリーグ初得点を挙げる。これは2012年に同じくユース出身のMF松村亮が更新するまではクラブ史上最年少得点記録だった。残留のかかった大一番の浦和レッズ戦でも残留を決定づけるゴールを決めるなど、終盤8試合は全試合スタメン出場。2種登録ながら15試合に出場し2得点をあげた。シーズンオフの関西Jリーグ応援番組「スタジアムへ行こう!!」において山野孝義から「人間機関車」と評され、来シーズン期待する選手として名前を挙げられた。
2011年シーズンはコンスタントに出場機会を得ていたが、7月のゲームで右足関節脱臼骨折の負傷を負い長期離脱。11月20日のセレッソ大阪戦で復帰。ルーキーとして迎えたシーズンは怪我の影響もあり無得点だった。
2012年シーズン、大久保嘉人が背番号を「10」に変更した事により、神戸のエースナンバーである背番号「13」を受け継いだ。第14節のジュビロ磐田戦で、クラブ史上最年少、J1では歴代3番目の若さとなる19歳と338日でハットトリックを達成した。攻撃陣が怪我や不振に喘ぐ中、一人気を吐き自己最多の9得点を挙げたがチームはJ2に降格した。
J2での戦いとなった2013年シーズンは、開幕前に自身の目標得点を20と設定。第31節から34節にかけて4試合連続得点をあげるなど主軸として活躍。目標得点には届かなかったものの、中盤のサイドハーフの位置で起用されながらチームトップタイの16得点を挙げる活躍で、クラブの一年でのJ1復帰に貢献した。
2014年は右サイドで主にプレー。4月19日のアウェー鹿島アントラーズ戦で、県立カシマスタジアムでの99年以来15年ぶりの勝利を呼び込む決勝ゴールを決めた。
2015年は新監督ネルシーニョの元でレギュラーとしてプレー。1stステージ第2節川崎戦では、2015年シーズンより導入された「トラッキングシステム」のスプリント回数が「47」を記録。年間通しての最多スプリント回数となった。2ndステージ4節仙台戦でJ1通算100試合出場を達成。このシーズンはその後、足首の故障に悩まされ復帰は翌シーズンに持ち越された。
2016年1stステージ第2節新潟戦で公式戦5ヶ月ぶりに復帰。4節ガンバ大阪戦では2015年5月以来の得点を決めた。4月10日のアビスパ福岡戦で負傷し、以降復帰が大幅に遅れ、復帰後2試合目のルヴァンカップ第2戦目の浦和戦、接触のない場面で負傷し、右第2中足骨骨折と診断を受け手術。2シーズン連続で故障に見舞われ本領を発揮できなかった。
2017年も、開幕早々に鎖骨骨折で離脱した が、5月に復帰後はすぐにレギュラーを奪取し、25試合に出場。シーズン終盤には国内や欧州クラブが獲得を打診との報道もあったもののクラブへの残留を表明した。
2018年はシーズン前より右サイドバックでの起用されることもあったが、徐々に出番を減らしていった。シーズン中の7月に湘南ベルマーレへ期限付きで移籍した が、期限は半年間で、シーズン終了後に神戸へ復帰した。
2019年、シーズン途中にトルステン・フィンクが監督へ就任してから出場機会が増加。リーグ戦で5得点を挙げたほか、クラブを初めて天皇杯の決勝に導いた。
2020年には、1月1日に（新）国立競技場で初めて開催された鹿島アントラーズとの天皇杯決勝で、ベンチ入りメンバーに名を連ねた。クラブはこの試合で天皇杯初優勝を達成したものの、自身には出場機会がなかった。その一方で、同月22日のACL第1節（対ジョホール・ダルル・タクジムFC戦）では、ACLにおけるクラブ初得点を記録したことを皮切りにハットトリックを達成した。しかし、ジョホール・ダルル・タクジムFCが大会途中で、大会が開催されるカタールへ行く許可が国から下りなかったためAFCにより「大会への参加を辞退した」ものと取り扱われ、当該試合の結果は無効となった。記録上ハットトリックも無効扱いとなった。
2021年1月6日、横浜FCへ完全移籍。同年10月15日、Aリーグ・メンのウェスタン・シドニー・ワンダラーズFCへの期限付き移籍が発表された。移籍期間は2022年6月30日まで。
2022年7月13日、KリーグのFCソウルへの期限付き移籍が発表された。登録名は「ケイジロ」、完全移籍のオプションつき移籍である。
2023年、横浜FCに復帰した。
2025年8月7日、安達亮が率いるカターレ富山へ完全移籍。

## 家族
- 大阪☆春夏秋冬でリーダーとボーカルを務めるMAINA（本名：小川舞奈）は、従妹に当たる[25]。
- 2017年3月22日、一般女性と入籍したことを発表した。

## 所属クラブ
- 1999年 - 2004年 ウッディSC (三田市立すずかけ台小学校)
- 2005年 - 2007年 ヴィッセル神戸ジュニアユース (三田市立けやき台中学校)
- 2008年 - 2010年 ヴィッセル神戸U-18 (神戸学院大学附属高等学校)
  - 2010年 ヴィッセル神戸 (2種登録選手)
- 2011年 - 2020年  ヴィッセル神戸
  - 2018年7月 - 同年12月  湘南ベルマーレ（期限付き移籍）
- 2021年 - 2025年8月  横浜FC
  - 2021年10月 - 2022年6月  ウェスタン・シドニー・ワンダラーズFC（期限付き移籍）
  - 2022年7月 - 同年12月  FCソウル（期限付き移籍）
- 2025年8月 -  カターレ富山

## 個人成績
| 国内大会個人成績 | 国内大会個人成績 | 国内大会個人成績 | 国内大会個人成績 | 国内大会個人成績 | 国内大会個人成績 | 国内大会個人成績 | 国内大会個人成績 | 国内大会個人成績 | 国内大会個人成績 | 国内大会個人成績 | 国内大会個人成績 |
| 年度             | クラブ           | 背番号           | リーグ           | リーグ戦         | リーグ戦         | リーグ杯         | リーグ杯         | オープン杯       | オープン杯       | 期間通算         | 期間通算         |
| 年度             | クラブ           | 背番号           | リーグ           | 出場             | 得点             | 出場             | 得点             | 出場             | 得点             | 出場             | 得点             |
| 日本             | 日本             | 日本             | 日本             | リーグ戦         | リーグ戦         | リーグ杯         | リーグ杯         | 天皇杯           | 天皇杯           | 期間通算         | 期間通算         |
| ---------------- | ---------------- | ---------------- | ---------------- | ---------------- | ---------------- | ---------------- | ---------------- | ---------------- | ---------------- | ---------------- | ---------------- |
| 2010             | 神戸             | 31               | J1               | 15               | 2                | 1                | 0                | 0                | 0                | 16               | 2                |
| 2011             | 神戸             | 31               | J1               | 12               | 0                | 1                | 0                | 0                | 0                | 13               | 0                |
| 2012             | 神戸             | 13               | J1               | 28               | 9                | 6                | 0                | 1                | 0                | 35               | 9                |
| 2013             | 神戸             | 13               | J2               | 39               | 16               | -                | -                | 1                | 0                | 40               | 16               |
| 2014             | 神戸             | 13               | J1               | 26               | 5                | 5                | 0                | 1                | 0                | 32               | 5                |
| 2015             | 神戸             | 13               | J1               | 19               | 4                | 7                | 0                | 0                | 0                | 26               | 4                |
| 2016             | 神戸             | 13               | J1               | 7                | 1                | 2                | 0                | 0                | 0                | 9                | 1                |
| 2017             | 神戸             | 13               | J1               | 25               | 2                | 4                | 0                | 4                | 0                | 33               | 2                |
| 2018             | 神戸             | 13               | J1               | 5                | 0                | 7                | 0                | 0                | 0                | 12               | 0                |
| 2018             | 湘南             | 50               | J1               | 13               | 0                | -                | -                | 1                | 1                | 14               | 1                |
| 2019             | 神戸             | 13               | J1               | 25               | 5                | 5                | 0                | 5                | 3                | 35               | 8                |
| 2020             | 神戸             | 13               | J1               | 27               | 1                | 1                | 0                | -                | -                | 28               | 1                |
| 2021             | 横浜FC           | 13               | J1               | 23               | 1                | 3                | 0                | 1                | 0                | 27               | 1                |
| オーストラリア   | オーストラリア   | オーストラリア   | オーストラリア   | リーグ戦         | リーグ戦         | リーグ杯         | リーグ杯         | FFA杯            | FFA杯            | 期間通算         | 期間通算         |
| 2022             | WSW              | 11               | Aリーグ          | 26               | 2                | -                | -                | 3                | 0                | 29               | 2                |
| 韓国             | 韓国             | 韓国             | 韓国             | リーグ戦         | リーグ戦         | リーグ杯         | リーグ杯         | FA杯             | FA杯             | 期間通算         | 期間通算         |
| 2022             | FCソウル         | 14               | K1               | 12               | 0                | 0                | 0                | 0                | 0                | 12               | 0                |
| 日本             | 日本             | 日本             | 日本             | リーグ戦         | リーグ戦         | リーグ杯         | リーグ杯         | 天皇杯           | 天皇杯           | 期間通算         | 期間通算         |
| 2023             | 横浜FC           | 50               | J1               | 24               | 0                | 5                | 0                | 0                | 0                | 29               | 0                |
| 2024             | 横浜FC           | 13               | J2               | 34               | 7                | 0                | 0                | 1                | 0                | 35               | 7                |
| 2025             | 横浜FC           | 13               | J1               | 10               | 0                | 5                | 1                | 2                | 0                | 17               | 1                |
| 2025             | 富山             | 11               | J2               |                  |                  | -                | -                | -                | -                |                  |                  |
| 通算             | 日本             | 日本             | J1               | 259              | 30               | 51               | 1                | 15               | 4                | 324              | 34               |
| 通算             | 日本             | 日本             | J2               | 73               | 23               | 0                | 0                | 2                | 0                | 75               | 23               |
| 通算             | オーストラリア   | オーストラリア   | Aリーグ          | 26               | 2                | -                | -                | 3                | 0                | 29               | 2                |
| 通算             | 韓国             | 韓国             | K1               | 12               | 0                | 0                | 0                | 0                | 0                | 12               | 0                |
| 総通算           | 総通算           | 総通算           | 総通算           | 370              | 55               | 51               | 1                | 20               | 4                | 440              | 60               |

- 2010年はユース所属。

その他の公式戦
- 2020年
  - FUJI XEROX SUPER CUP 1試合0得点

| 国際大会個人成績 | 国際大会個人成績 | 国際大会個人成績 | 国際大会個人成績 | 国際大会個人成績 |
| 年度             | クラブ           | 背番号           | 出場             | 得点             |
| AFC              | AFC              | AFC              | ACL              | ACL              |
| ---------------- | ---------------- | ---------------- | ---------------- | ---------------- |
| 2020             | 神戸             | 13               | 3                | 0                |
| 通算             | AFC              | AFC              | 3                | 0                |

- リーグ戦初出場 - 2010年3月27日 J1第4節 横浜F・マリノス戦（ホームズスタジアム神戸）
- リーグ戦初得点 - 2010年10月30日 J1第28節 ガンバ大阪戦（万博記念競技場）

## タイトル

### クラブ
ヴィッセル神戸U-18
- プリンスリーグ関西：1回（2009年）

湘南ベルマーレ
- Jリーグカップ：1回（2018年）

ヴィッセル神戸
- 天皇杯 JFA 全日本サッカー選手権大会 ：1回 (2019年 )
- FUJI XEROX SUPER CUP ：1回 (2020年 )

### 個人
- J2リーグ・月間MVP（2013年9月）

## 代表歴
- U-15日本代表候補
- U-16日本代表
- U-17日本代表
  - 2009年 2009 FIFA U-17ワールドカップ出場（2試合0得点）